# Paleo Pyli
Paleo Pyli (en griego: Παλιό Πύλι o "Antiguo Pyli") es un pueblo abandonado con un castillo en el municipio de Dikeos en la isla griega de Cos, en el Dodecaneso. Las ruinas están situadas en la ladera norte de las montañas de la isla, a 300 m s. n. m. y a 3 km de Pyli. Su emplazamiento ofrece muy buenas vistas de las ciudades de Marmari (Cos), Tigaki, la salina de Alykes y el mar. Llegó a ser la capital de la Isla de Cos durante el Imperio bizantino.

## Historia

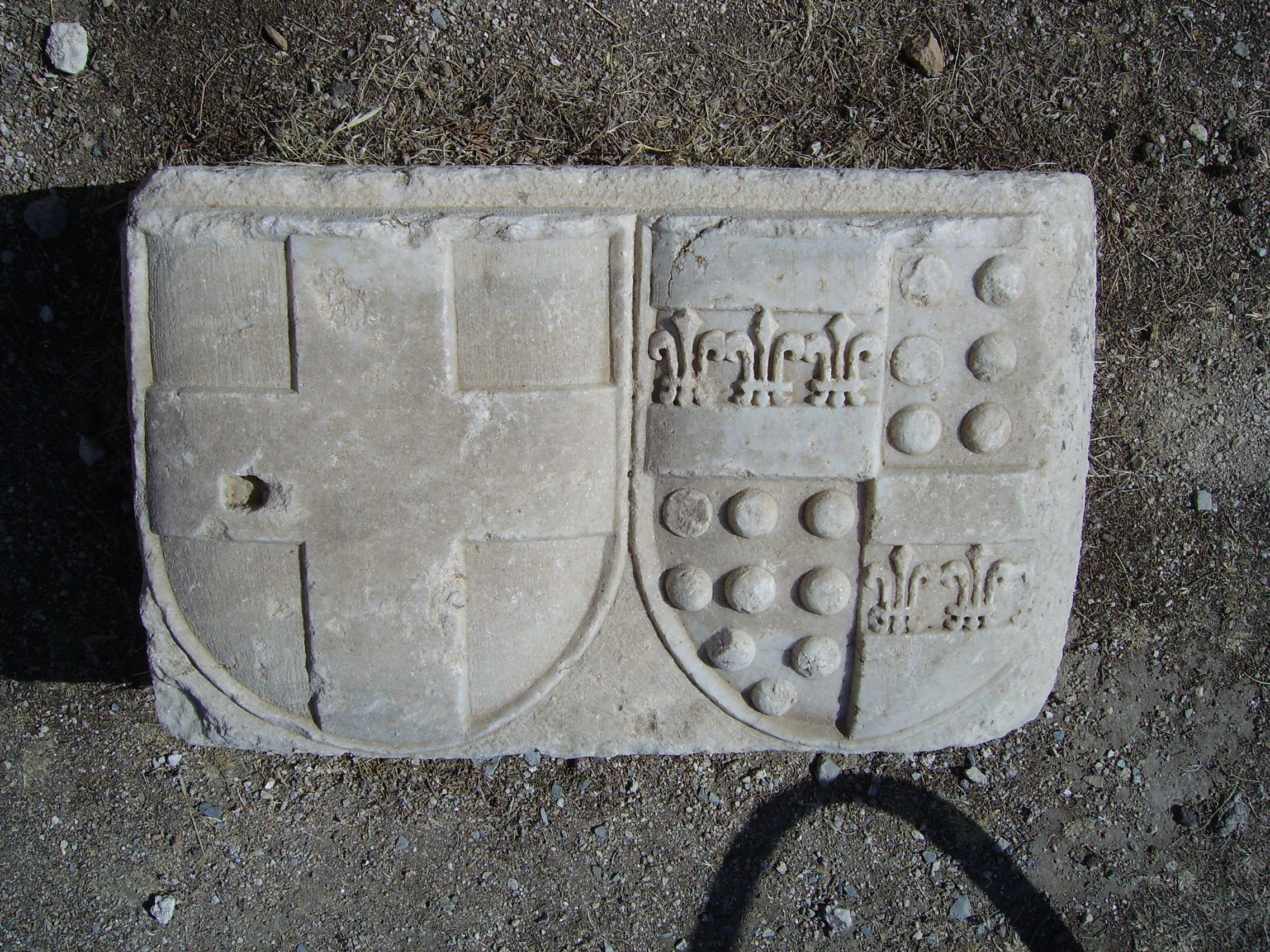
Armas de Fantino Quirini, caballero de la Orden del Hospital de San Juan de Jerusalén (Paleo Pyli).

El castillo  de Peripatos probablemente fue construido en el siglo XI (1093) cerca del monasterio de Santa María. La fortaleza, levantada como continuación de la roca escarpada natural, resultaba imperceptible desde el mar.  
En el siglo XIV los hospitalarios restauraron y levantaron el castillo junto al pueblo como punto de defensa de la región. Disponía de tres recintos siendo el exterior, de forma cuadrangular. 
En 1830, el castillo y el pueblo fueron abandonados debido a una epidemia de cólera y la mayoría de ellos se trasladaron a Pyli (también llamado Neo Pyli).

## Patrimonio

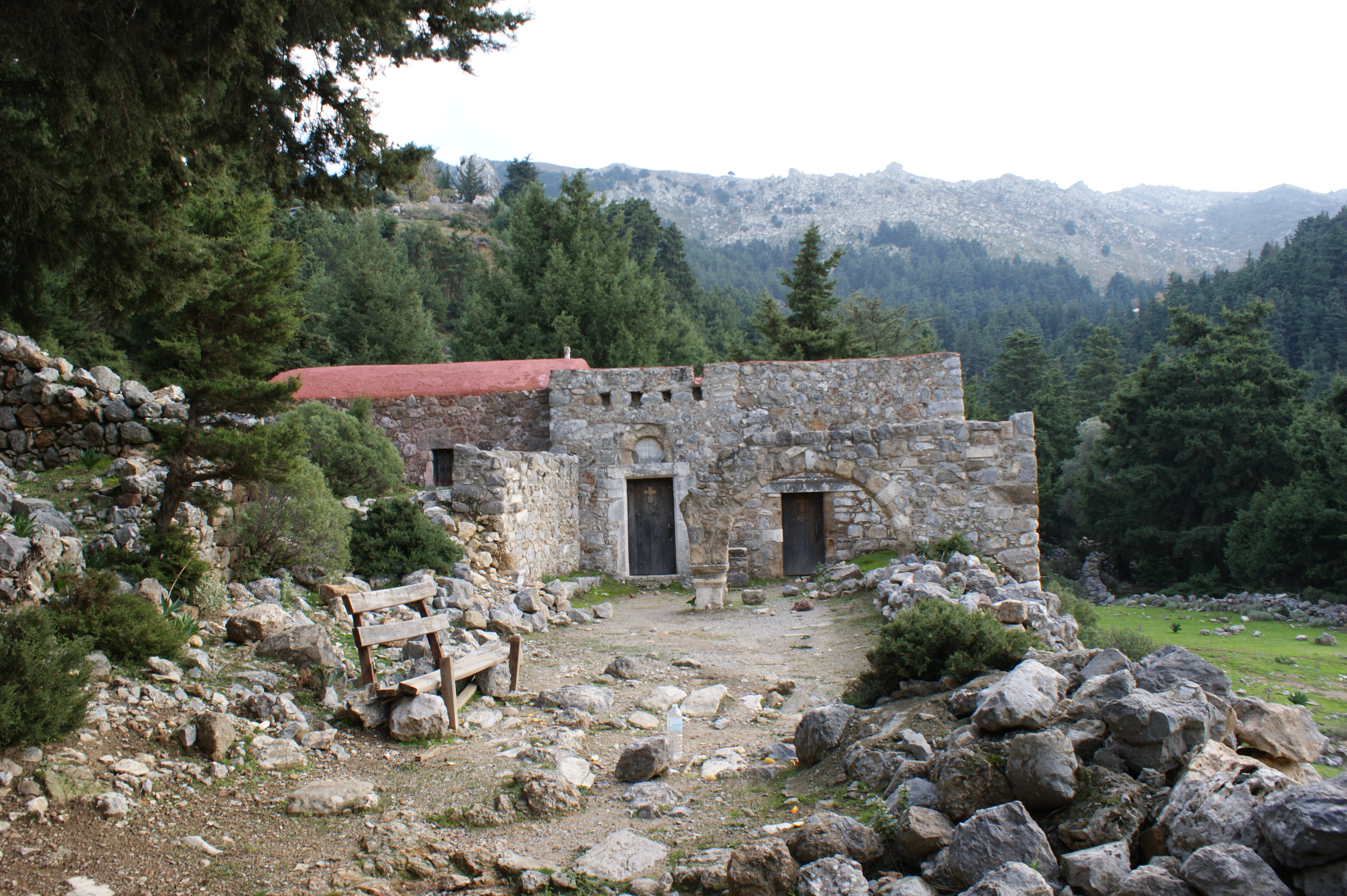
Iglesia del Arcángel San Miguel (Asómati Taxiárches Gavriíl ke Miachaíl)

Entre sus edificios, en su mayoría en ruinas, se conservan dos  iglesias construidas en el siglo XI, la Iglesia del Arcángel San Miguel (Asómati Taxiárches Gavriíl ke Miachaíl) y la monasterio de Santa María de la Presentación (Panagía ton Kastrianón), del siglo XI, fue fundado por el monje fundador Cristódulo Latrinos de Patmos.